# Ла-Рокет-сюр-Вар
Ла-Роке́т-сюр-Вар (фр. La Roquette-sur-Var) — коммуна на юго-востоке Франции в регионе Прованс — Альпы — Лазурный берег, департамент Приморские Альпы, округ Ницца, кантон Туррет-Леванс. До марта 2015 года коммуна административно входила в состав упразднённого кантона Левенс (округ Ницца).
Площадь коммуны — 3,99 км², население — 915 человек (2006) с тенденцией к стабилизации: 897 человек (2012), плотность населения — 224,8 чел/км².

## Население
Население коммуны в 2011 году составляло — 914 человек, а в 2012 году — 897 человек.
| 1962 | 1968 | 1975 | 1982 | 1990 | 1999 | 2006 | 2007 | 2011 | 2012 |
| ---- | ---- | ---- | ---- | ---- | ---- | ---- | ---- | ---- | ---- |
| 538  | 537  | 506  | 565  | 660  | 820  | 915  | 928  | 914  | 897  |

Динамика численности населения:

## Экономика
В 2010 году из 630 человек трудоспособного возраста (от 15 до 64 лет) 486 были экономически активными, 144 — неактивными (показатель активности 77,1 %, в 1999 году — 69,5 %). Из 486 активных трудоспособных жителей работали 434 человека (224 мужчины и 210 женщин), 52 числились безработными (32 мужчины и 20 женщин). Среди 144 трудоспособных неактивных граждан 43 были учениками либо студентами, 58 — пенсионерами, а ещё 43 — были неактивны в силу других причин.
На протяжении 2010 года в коммуне числилось 364 облагаемых налогом домохозяйства, в которых проживало 875,5 человек. При этом медиана доходов составила 19 тысяч 864 евро на одного налогоплательщика.